# Pieris ajaka
Pieris ajaka Moore, 1865 è un lepidottero appartenente alla famiglia Pieridae, diffuso in Asia.

## Descrizione

### Adulto
Allo stato attuale si hanno poche notizie sulla posizione sistematica e sulla biologia di questa specie.
Le scaglie della pagina superiore dell'ala anteriore sono marcatamente bruno-nerastre. Presenta macchie apicali tra le nervature M2 ed M3. Le corrispondenti macchie sulla pagina inferiore sono di un colore più chiaro, talvolta assenti in alcuni individui.
Sulle ali posteriori le macchie discali sono più ridotte e meno marcate, mentre la pagina inferiore appare più chiara ed uniforme.
Le femmine possono evidenziare una colorazione con tinte giallastre e macchie più allungate rispetto ai maschi.
In passato fu confusa con Pieris erutae.

### Uova
Le uova sono a forma di birillo, con scanalature.

## Distribuzione e habitat
L'areale è ristretto ad una piccola parte dell'Asia centrale, compresa tra Kashmir, Kunawur meridionale, Pakistan nord-orientale, India nord-occidentale, fino alle pendici dell'Himalaya nord-occidentale.